# Pixeline Skolehjælp: Lær om Dyr – Dyrequizzen
Pixeline Skolehjælp: Lær om Dyr – Dyrequizzen er det tiende spil i Pixeline Skolehjælp-serien. Spillet er fra 2007 og er udgivet af Krea Media. 
Spillet starter med, at Pixeline skal være med i en quiz, der handler om dyr. Her kan man vælge at dyste i fem forskelige quizzer, som bl.a. omhandler henholdsvis danske dyr, hvor dyrene lever, dyrenes levevis, og hvordan dyrene ser ud. 
Når man svarer rigtig på disse spørgsmål, kan man vinde penge. Derudover kan man også vinde nogle præmier som bl.a. kan omhandle en rejse til et land.
Til sidst, når man er gået igennem spørgsmålene, vinder den, der har svaret flest gange rigtigt. Præmien, man får i dyrequizzen, er en masse penge.